# Sony Xperia E
Sony Xperia E (модельні номери — C1504/5, 1604/5) — це смартфон на базі Android, вироблений корпорацією Sony. Телефон був випущений у березні 2013 року і доступний у варіантах з однією та подвійною SIM-картою. На момент припинення виробництва, ціна становила 170 австралійських доларів за варіант з однією SIM-картою.

## Характеристики смартфону

### Апаратне забезпечення
Смартфон працює на базі одноядерного процесора Qualcomm Snapdragon S1 (MSM7227A), що працює із тактовою частотою 1 ГГц (архітектура ARMv7), 512 МБ оперативної пам’яті й використовує графічний процесор Adreno 200 для обробки графіки. Пристрій також має внутрішню пам’ять об’ємом 4 ГБ (користувачеві доступно 2 ГБ), із можливістю розширення карткою microSDHC до 32 ГБ. Апарат оснащений 3,5 дюймовим екраном із розширенням 320 x 480 пікселів, з щільністю пікселів 165 ppi, що виконаний за технологією TFT. В апарат вбудовано 3,15-мегапіксельну основну камеру, яка спроможна на якість, рівня VGA, фронтальна камера відсутня. Дані передаються через роз'єм micro-USB, а із бездротових модулів наявні Wi-Fi (802.11 b/g/n), Bluetooth 2.1, вбудована антена стандарту GPS з A-GPS. Весь апарат працює від Li-ion акумулятора ємністю 1530 мА·г, і важить 115,7 грам.

### Програмне забезпечення
Смартфон Sony Xperia E постачався з встановленою Android 4.1.1 «Jelly Bean», з інтерфейсом користувача Timescape. Оновлення до наступних версій Android, смартфон не отримав. 